# الرموز الوطنية لبنغلاديش

بنغلاديش and علم بنغلاديش.

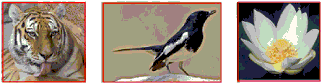

الرموز الوطنية لبنغلاديش هي رموز تمثّل التقاليد البنغلاديشية والأهداف الساميّة التي تعكس جوانب مختلفة من ثقافة حياتهم وتاريخهم. لدى بنغلاديش عدّة رموز وطنية رسميّة، تتضمن الوثيقة التاريخية، العلم, الشعار، النشيد الوطني، القلاع التذكارية، وكذلك الأبطال الوطنيون. وهنالك أيضاً رموز أخرى بما فيها الحيوان الوطني، الطائر الوطني، الزهرة الوطنية، والشجرة الوطنية.